# Georg Voigt
Georg Ludwig Voigt (Königsberg, 5 aprile 1827 – Lipsia, 18 agosto 1891) è stato uno storico e umanista tedesco.
Professore dal 1861 al 1866 a Rostock e dal 1866 all'Università di Lipsia, fu il più significativo studioso dell'umanesimo italiano prima di Francesco de Sanctis e di Jacob Burckhardt. A lui, tra l'altro, si deve la coniazione del termine umanesimo (tedesco Humanismus).
Fondamentale la sua opera Die Wiederbelebung des classischen Alterthums, oder das erste Jahrhundert des Humanismus (Georg Voigt, Il risorgimento dell'antichità classica ovvero il primo secolo dell'umanesimo, traduzione italiana di Diego Valbusa 1890, giunte e correzioni con gli indici bibliografico e analitico a cura di Giuseppe Zippel, Firenze 1897).

## Opere
- Enea Silvio de' Piccolomini als Papst Pius II. und seine Zeit (Enea Silvio Piccolomini, Papa Pio II), 3 volumi, Berlino 1856-1863.
- Die Wiederbelebung des classischen Alterthums oder das erste Jahrhundert des Humanismus (Il risorgimento dell'età classica ovvero il primo secolo dell'umanesimo), prima edizione 1859, seconda e terza edizione 1880/81 e 1893 in 2 volumi, Berlino.
- Moritz von Sachsen (Maurizio di Sassonia), Lipsia 1876.
- Die Geschichtsschreibung über den Schmalkaldischen Krieg, Lipsia 1873.